# آندریاندامپی
آندریاندامپی (به لاتین: Andriandampy) یک منطقهٔ مسکونی در ماداگاسکار است که در آنوسی (ماداگاسکار) واقع شده‌است. آندریاندامپی ۶٬۰۰۰ نفر جمعیت دارد و ۸۶۶ متر بالاتر از سطح دریا واقع شده‌است.